# Peter Matthews
Peter Matthews (né le 13 novembre 1989) est un athlète jamaïcain, spécialiste du 400 m.
Le 23 août 2015, il bat son record personnel en 44 s 69 lors des Championnats du monde à Pékin.